# Abdullah ben Laden
Abdallah ben Oussama ben Mohammed ben Awad ben Laden (né en 1976) est le fils d'Oussama ben Laden et sa première femme Najwa Ghanem, à ne pas confondre avec son demi-frère Abdullah ben Laden (né en 1966) ou le vieux sheikh Abdullah ben Laden, mort en 2002 à 75 ans.
Proche de l'Assemblée mondiale de la jeunesse musulmane et des mouvements djihadistes, Greg Palast révèle qu'après le 11 septembre 2001, à 3411 Silver Maple Place, furent identifiées les résidences d'Abdullah et un autre frère, Omar près du siège de la WAMY, et au 5613 Leesburg Pike et au 5913 Leesburg, est le lieu des résidences où quatre des membres du commando semblent avoir vécu.
Abdallah a sa propre agence de publicité, Fame Advertising, à Jeddah.